# Arthur Meighen
Arthur Meighen; (16 de junio de 1874 Anderson, Ontario - 5 de agosto de 1960 Toronto). Arthur Meighen fue un matemático licenciado, abogado y político canadiense. Nació el 16 de junio de 1874, en Anderson, Ontario. Falleció el 5 de agosto de 1960, en  Toronto a los 86 años de edad.
Estudió en la escuela secundaria St. Mary de Ontario y luego se graduó de licenciado en matemáticas por la Universidad de Toronto (1896).
Elegido a la Cámara de Representantes (1908), por Manitoba, cargo al que fue reelegido en 1911 y 1913, siendo a la vez nombrado procurador general.
En 1917 accedió a la secretaría de Estado y ministro de Minería y Energía. En 1919 pasó a la cartera de Justicia y ese mismo año fue elegido primer ministro de Canadá, apoyado por su partido, el Conservador, y el partido Unionista.
Sin embargo, las presiones liberales en todos los sectores hicieron caer su gobierno en 1921, siendo reemplazado por William Lyon Mackenzie King. 
Se mantuvo como líder de la oposición. Senador en 1932, cargo que dejó en 1942, fecha en que decida retirarse de la política contingente.
Falleció en Toronto, el 5 de agosto de 1960, a los 86 años de edad.
| Predecesor: Robert Borden William Lyon Mackenzie King | Primer ministro de Canadá 1920 - 1921 1926 | Sucesor: William Lyon Mackenzie King |